# فال (سربیشه)
فال یک روستا در ایران است که در دهستان نهارجان شهرستان سربیشه واقع شده‌است. فال ۱۰۴ نفر جمعیت دارد.